# Vārkava kommun
Vārkavas novads var en kommun i Lettland. Den låg i den sydöstra delen av landet, 170 km sydost om huvudstaden Riga. Antalet invånare var 2 412. Arean var 289 kvadratkilometer.
2021 slogs kommunen samman med Preiļi kommun.
Följande samhällen fanns i Vārkavas novads:
- Vecvārkava